# Arab Contractors SC
Arab Contractors Sporting Club (în arabă نادي المقاولون العرب الرياضي), cunoscut cel mai adesea ca Arab Contractors, este un club egiptean de fotbal fondat în 1973 având sediul în orașul Nasr, districtul Cairo, capitala țării. Clubul (numit în arabă Al Mokawloon Al Arab) joacă în prezent în prima divizie. 

## Palmares și statistici

### Titluri și trofee
| Competiții Naționale | Competiții Continentale |
| - Campionatul Egiptului (1) : - Campioni : 1983. - Cupa Egiptului (6) : - Câștigători : 1990, 1995, 2004. - Finalistă : 1981, 1998, 2000. - Supercupa Egiptului (1) : - Câștigători : 2004. - Finalistă : 2002. | - Cupa Cupelor CAF : - Câștigători (3) - 1982, 1983, 1996. - Supercupa CAF : - Finalistă (1) - 1997. - Cupa Cupelor Arabe : - Finalistă (1) - 1991. |